# Томас Фелер
Томас Фелер е швейцарски дипломат, от 20 юли 2006 година е посланик на Швейцария в България.

## Биография
Роден е на 8 октомври 1949 година в Ютендорф, кантон Берн, Швейцария. Завършва висше образование по икономически науки в Университета в Лозана. Дипломатическата му кариера се развива в редица посланически мисии на Швейцарската страна по света. От 1977 година заема отговорни постове в Постоянната комисия на Швейцария към Съвета на Европа в Страсбург, в посолствата на Швейцария в Бон (Германия), Хелзинки (Финландия), Отава (Канада), Богота (Колумбия).
Томас Фелер е последователно посланик в Албания (1996 – 2000), Виетнам (2000 – 2004). От 2004 до 2006 година е ръководител на Центъра за международна политика на сигурността в Министерството на външните работи на Швейцария. На 20 юли 2006 година е назначен на поста извънреден и пълномощен посланик на Конфедерация Швейцария в България.

## Отличия
На 15 декември 2010 година ректорът на Лесотехническия университет му връчва почетното звание „Доктор хонорис кауза“.